# Wielkie bezkrólewie
Wielkie bezkrólewie (niem. Großes Interregnum) – okres w dziejach Niemiec od 1250 (śmierć cesarza Fryderyka II) lub 1254 (śmierć króla Konrada IV) do 1273 r. (wybór na króla Rudolfa I Habsburga). Wbrew nazwie wielkie bezkrólewie nie oznaczało wakatu na tronie niemieckim, tylko okres największego osłabienia władzy królewskiej w Świętym Cesarstwie Rzymskim. 